# Чисека
Чисе́ка (англ. Chiseka) — традиційна громада у складі дистрикту Лілонгве Центрального регіону Малаві.
Населення — 141303 особи (2018).